# Messor cephalotes
Messor cephalotes es una especie de hormiga del género Messor, subfamilia Myrmicinae. 
Presenta un tono rojizo que lo asemeja mucho con otras especies como Messor Barbarus y es, junto con Messor regalis, una de las dos únicas formas africanas conocidas en las que el gáster está fuertemente esculpido.

## Distribución
Esta especie se encuentra en Etiopía, Tanzania y Kenia.